# Capofamiglia
Il capofamiglia  è il membro della famiglia al quale norme giuridiche o sociali attribuiscono autorità sugli altri membri. In molte società questo ruolo spetta o spettava al marito-padre; così anche nelle società occidentali fino agli anni 1970 che attribuivano al capofamiglia un vero e proprio potere giuridico sulla moglie (potestà maritale) e sui figli minorenni (patria potestà), conferendo il ruolo alla donna solo in mancanza del marito.

## Descrizione

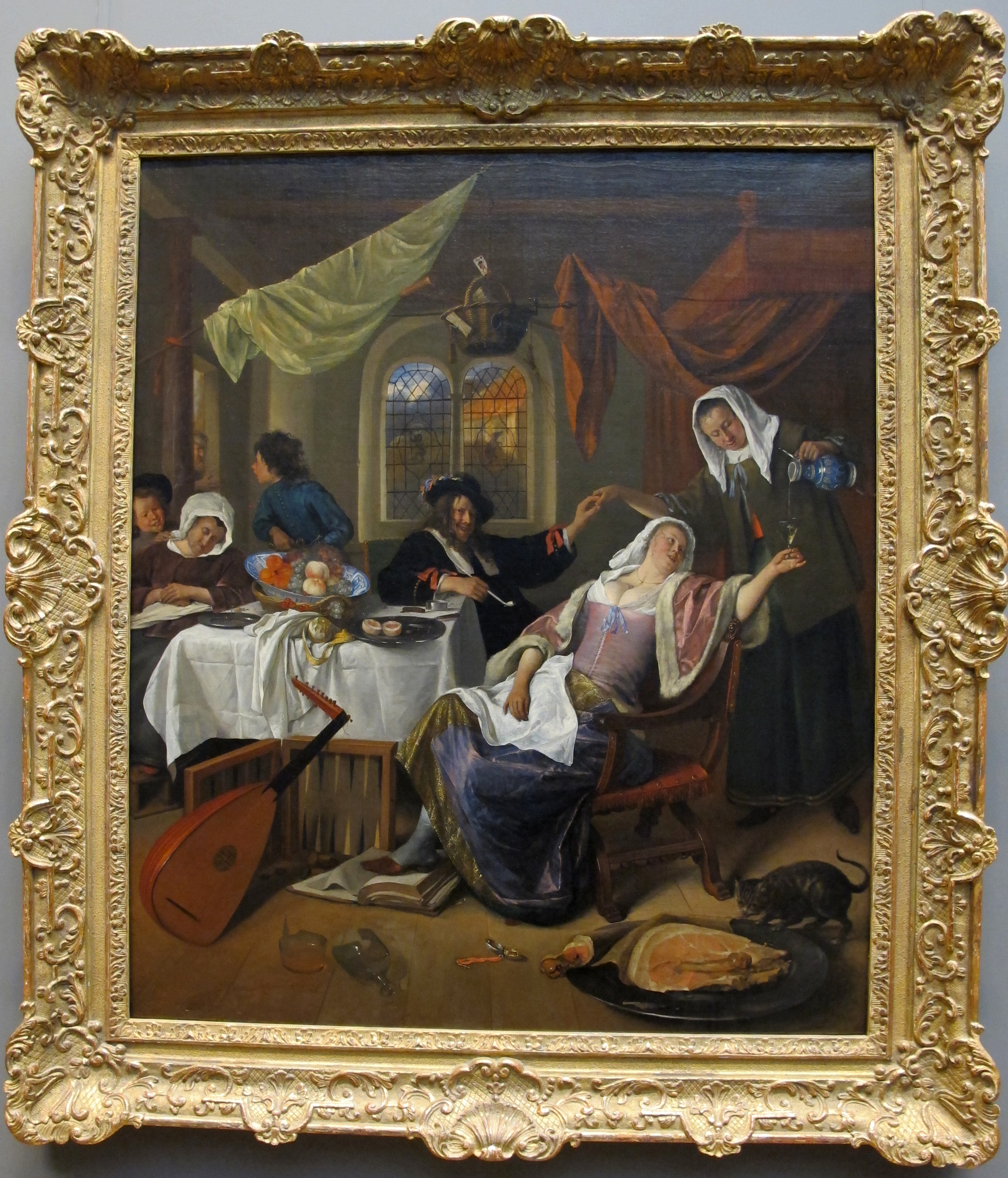
Jan steen, Il capofamiglia dissoluto, 1663-64

L'evoluzione dei costumi verificatasi nel XX secolo ha indotto molti paesi a rivedere il proprio diritto di famiglia sostituendo alla preminenza del marito la parità tra i coniugi; tale processo, peraltro, si è svolto con tempi e gradi diversi nei vari ordinamenti; in generale, prima è stata attenuata e quindi soppressa la potestà maritale, poi alla patria potestà è stata sostituita la responsabilità genitoriale (o concetti analoghi) attribuita a entrambi i genitori. 
Il termine capofamiglia viene talora usato nel linguaggio sociologico ed economico per indicare il membro della famiglia il cui lavoro all'esterno rappresenta la principale fonte di reddito familiare (con lo stesso significato si usa anche il termine inglese breadwinner, letteralmente 'chi guadagna il pane'). 
L'uso del termine non è casuale perché nelle società occidentali del passato costui era il marito, mentre la moglie non lavorava fuori dalla famiglia (come avveniva in particolare nelle famiglie borghesi) o, se aveva un lavoro esterno, non rappresentava comunque la principale fonte di reddito familiare. Oggi, invece, il lavoro femminile fuori dalla famiglia è molto più diffuso e sono sempre meno infrequenti i casi in cui i redditi percepiti dei due coniugi sono più o meno equivalenti o, addirittura, il lavoro della donna è la principale fonte di reddito.
Al giorno d'oggi sono inoltre diffusi modelli di famiglia diversi da quella tradizionale, come la famiglia monoparentale, nella quale il lavoro del solo genitore finisce per essere l'unica fonte di reddito familiare.

## Nel mondo

### Francia
In Francia, la figura è stata soppressa nel diritto di famiglia nel 1970. 

### Italia
In Italia la norma contenuta nell'art. 144 del Codice civile, che prevedeva il ruolo di capofamiglia e lo attribuiva al marito, è stata abrogata dalla legge 19 maggio 1975, n. 151 (Riforma del diritto di famiglia); in un primo tempo la qualifica di capofamiglia era stata mantenuta ai soli fini anagrafici, ma è stata soppressa anche in quest'ambito dal nuovo regolamento anagrafico approvato con D.P.R. 30 maggio 1989, n. 223, i cui articoli 6 e 21 prevedono la figura del responsabile delle dichiarazioni anagrafiche e dell'intestatario della scheda di famiglia. 

### Stati Uniti d'America

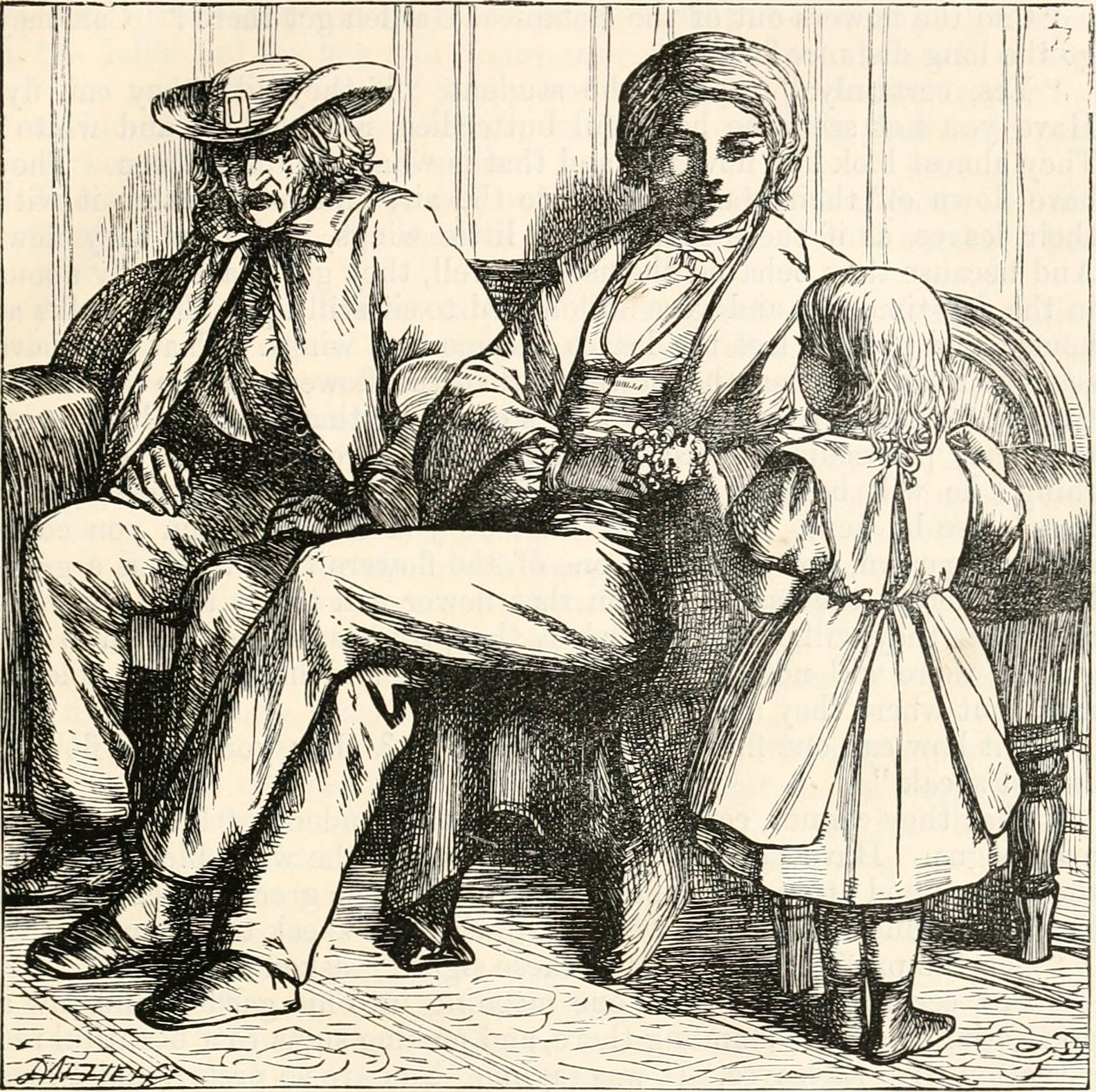
Stories for the household (1889) di Hans Christian Andersen (Autore), Henry William Dulcken (Autore), Alfred Walter Bayes (Illustratore)

Head of Household è uno status di deposito per i singoli contribuenti degli Stati Uniti che equivale al concetto di capofamiglia. Il contribuente che utilizza lo status di capofamiglia ha diritto di utilizzare le aliquote fiscali di capofamiglia, che prevedono scaglioni più ampi. A partire dal 2015, secondo il Census Population Survey, il 76% dei capi famiglia usufruenti di tale aliquota erano donne.
Per utilizzare lo stato di deposito del capofamiglia, un contribuente deve:
1. Essere celibe o considerato celibe alla fine dell'anno.
2. Aver pagato più della metà del costo di mantenimento di una casa per l'anno fiscale (casa propria o casa di un genitore idoneo).
3. Di solito hanno una persona qualificata che ha vissuto con il capo in casa per più della metà dell'anno fiscale, a meno che la persona qualificata non sia un genitore a carico.

Oltre al padre o alla madre, i seguenti tipi di rapporti possono identificare una persona a carico come persona qualificata ai fini del capofamiglia: 
- Bambino, figliastro, figlio adottivo o un discendente di uno di essi.
- Fratello, sorella, fratellastro, sorellastra.
- Nonno o antenato diretto ma non genitore affidatario.
- Patrigno o matrigna.
- Figlio o figlia del fratello o della sorella del contribuente.
- Fratello o sorella del padre o della madre del contribuente.
- Genero, nuora, suocero, suocera, cognato o cognata.

Nessuna di queste relazioni che è stata stabilita dal matrimonio non si conclude con la morte o il divorzio. 

### Svizzera
In Svizzera l'art. 331 del Codice civile parla ancora di capofamiglia, senza però precisare a chi è attribuito il ruolo; peraltro, la disciplina del rapporti familiari è ora improntata alla parità tra i coniugi.